# Perfect Velvet
Perfect Velvet là album phòng thu thứ hai của nhóm nhạc nữ Hàn Quốc Red Velvet. Album được phát hành vào ngày 17 tháng 11 năm 2017 bởi SM Entertainment và phân phối bởi Genie Music.

## Danh sách bài hát
| STT              | Nhan đề                                               | Phổ lời                   | Phổ nhạc                                               | Thời lượng |
| ---------------- | ----------------------------------------------------- | ------------------------- | ------------------------------------------------------ | ---------- |
| 1.               | "Peek-a-Boo" (피카부; Pikabu)                         | Kenzie                    | Moonshine, Cazzi Opeia, Ellen Berg Tollbom             | 3:09       |
| 2.               | "Look" (봐; Bwa)                                      | Jinbo, Sumin              | Charli Taft, Daniel "Obi" Klein, Jinbo, Sumin          | 4:06       |
| 3.               | "I Just"                                              | Kim Boo Min               | Aventurina King, Hitchhiker, Kim Boo-min, John Fulford | 3:08       |
| 4.               | "Kingdom Come"                                        | Lee Seu-ran (Jam Factory) | The Stereotypes, Deez, Ylva Dimberg                    | 3:30       |
| 5.               | "My Second Date" (두 번째 데이트; Du Beonjjae Deiteu) | Jeon Gan-di               | James Wong, Sidnie Tipton, Sophie Stern                | 3:15       |
| 6.               | "Attaboy"                                             | Kenzie                    | Kenzie, The Stereotypes, Ylva Dimberg                  | 3:17       |
| 7.               | "Perfect 10"                                          | Cho Yoon Kyung            | Charli Taft, Daniel "Obi" Klein, Deez                  | 3:30       |
| 8.               | "About Love"                                          | 1월 8일 (Jam Factory)     | RE:ONE, Davey Nate                                     | 3:26       |
| 9.               | "Moonlight Melody" (달빛 소리; Dalbit Sori)           | Lee Joo-hyung (Monotree)  | Lee Joo-hyung (Monotree), Kwon Deok-geun               | 3:41       |
| Tổng thời lượng: | Tổng thời lượng:                                      | Tổng thời lượng:          | Tổng thời lượng:                                       | 31:01      |